# Facultad de Medicina
Facultad de Medicina è una stazione della linea D della metropolitana di Buenos Aires. Si trova sotto avenida Córdoba, nel tratto compreso tra le calles Junín e José Evaristo Uriburu, al confine tra i barrios di Balvanera e Recoleta.
Prende il nome dall'antistante sede della Facoltà di Medicina, oggi Facoltà di Scienze Economiche, dell'Università di Buenos Aires.
La stazione è stata proclamata monumento storico nazionale il 16 maggio 1997.

## Storia
La stazione, costruita dalla compagnia ispano-argentina CHADOPyF è stata inaugurata il 10 giugno 1938. Durante i governi di Juan Domingo Perón la stazione fu ribattezzata Justicialismo.

## Interscambi
Nelle vicinanze della stazione effettuano fermata diverse linee di autobus urbani ed interurbani.
- Fermata autobus

## Servizi
La stazione dispone di:
- Ascensori
- Scale mobili
- Biglietteria a sportello
- Biglietteria automatica